# Сапеасу
Сапеасу (порт. Sapeaçu) — муниципалитет в Бразилии, входит в штат Баия. Составная часть мезорегиона Агломерация Салвадор. Входит в экономико-статистический микрорегион Санту-Антониу-ди-Жезус. Население составляет 17 367 человек на 2006 год. Занимает площадь 125,582 км². Плотность населения — 138,3 чел./км².
Праздник города — 27 апреля.

## История
Город основан 27 апреля 1953 года.

## Статистика
- Валовой внутренний продукт на 2003 год составляет 44 225 813,00 реалов (данные: Бразильский институт географии и статистики).
- Валовой внутренний продукт на душу населения на 2003 год составляет 2609,81 реалов (данные: Бразильский институт географии и статистики).
- Индекс развития человеческого потенциала на 2000 год составляет 0,677 (данные: Программа развития ООН).